# フランク・ピーターソン
フランク・ピーターソン（Frank Peterson、1963年12月20日 - ）は、音楽プロデューサー、ミュージシャン。ドイツのハンブルク郊外ゲーストハハト出身。

## 来歴
4歳の頃よりピアノを弾き始め、音楽理論、キーボード、ドラムス、ギターを独学で習得。音楽機材店で働いていた1980年代初期にマイケル・クレトゥとの出会いがあり、のちに創設者のひとりとしてエニグマに F. Gregorian 名義で参加。1991年に脱退した後、グレゴリアンのプロデューサーを務める。ファースト・アルバム『マスターズ・オブ・チャント』はヨーロッパを中心に大ヒットした。
サラ・ブライトマンとはアルバム『ダイヴ』(1993年)に参加して以降プロデューサーとしてコラボレーションを続け、世界的ヒットを出し続けている。なおブライトマンはピーターソンのガールフレンドだった時期がある。